# Bordes (Pirenéus Atlânticos)
Bordes é uma comuna francesa na região administrativa da Nova Aquitânia, no departamento dos Pirenéus Atlânticos. Estende-se por uma área de 7,28 km². Em 2010 a comuna tinha 2 937 habitantes (densidade: 403,4 hab./km²).

## Industrias
Em Bordes situam-se as principais instalações da empresa aeroespacial Turbomeca.